# Phase finale de la Ligue des nations de la CONCACAF 2024-2025
 (décembre 2024).
Si vous disposez d'ouvrages ou d'articles de référence ou si vous connaissez des sites web de qualité traitant du thème abordé ici, merci de compléter l'article en donnant les références utiles à sa vérifiabilité et en les liant à la section « Notes et références ».
Navigation
2023-2024 2026-2027
La phase finale de la Ligue des nations de la CONCACAF 2024-2025 est le tournoi final de la troisième édition de la Ligue des nations de la CONCACAF qui se tiendra du 20 au 23 mars 2025. Ce mini tournoi consiste à réunir les quatre demi-finalistes dans un même lieu. Puis, les deux demi-finalistes vainqueurs s'affrontent alors pour le titre, sur seulement quelques jours. Le vainqueur sera alors le second champion de la Ligue des nations.
Les États-Unis sont les trois fois champions en titre. Le Mexique remporte sa première Ligue des nations en battant le Panama en finale (2-1).

## Format et règlements
Les matchs de la phase finale sont à élimination directe. En cas de match nul à la fin du temps réglementaire, une prolongation de 2 fois 15 minutes est jouée ; un quatrième changement est alors autorisé. Si les 2 équipes sont toujours à égalité, une séance de tirs au but détermine le vainqueur. Enfin, tous les matchs bénéficieront de la technologie sur la ligne de but, et également de l'utilisation de la VAR pendant la phase finale.
Chaque nation doit fournir une liste de 23 joueurs, dont trois doivent être des gardiens. Chaque liste doit être définitive 10 jours avant le match d'ouverture. Un joueur qui déclare forfait avant le premier match de son équipe peut être remplacé, sous réserve de l’approbation finale de la CONCACAF.

## Qualifications
Les quatre pays vainqueurs des quarts de finale dans la Ligue A se qualifient pour la phase finale de la Ligue des nations.

### Équipes qualifiées
| Vainqueur          | Pays         | Date de qualification | Participations |
| ------------------ | ------------ | --------------------- | -------------- |
| Quarts de finale 1 | Panama       | 18 novembre 2024      | 3e             |
| Quarts de finale 2 | États-Unis H | 18 novembre 2024      | 4e             |
| Quarts de finale 3 | Canada       | 19 novembre 2024      | 2e             |
| Quarts de finale 4 | Mexique      | 19 novembre 2024      | 4e             |

## Désignation du pays hôte

### Stade
Le 9 octobre 2024, les États-Unis devient le pays hôte de la quatrième édition de la phase finale de la Ligue des nations. La phase finale se déroulera au SoFi Stadium d'Inglewood,.

## Classement
Les quatre équipes ont été classées en fonction de leurs résultats lors des deux quarts de finale pour déterminer les matchs des demi-finales. La première tête de série affrontera la quatrième tête de série et la deuxième tête de série affrontera la troisième tête de série.
| Rang | Équipe     | Pts | J | G | N | P | Bp | Bc | Diff |
| ---- | ---------- | --- | - | - | - | - | -- | -- | ---- |
| 1    | Canada     | 6   | 2 | 2 | 0 | 0 | 4  | 0  | +4   |
| 2    | États-Unis | 6   | 2 | 2 | 0 | 0 | 5  | 2  | +3   |
| 3    | Panama     | 4   | 2 | 1 | 1 | 0 | 3  | 2  | +1   |
| 4    | Mexique    | 3   | 2 | 1 | 0 | 1 | 4  | 2  | +2   |

## Tableau
|  | Demi-finales             | Demi-finales             | Demi-finales             | Demi-finales             |                               |        | Finale                   | Finale                   | Finale                   | Finale                   |
|  |                          |                          |                          |                          |                               |        |                          |                          |                          |                          |
|  | 20 mars 2025 - Inglewood | 20 mars 2025 - Inglewood | 20 mars 2025 - Inglewood | 20 mars 2025 - Inglewood |                               |        | 23 mars 2025 - Inglewood | 23 mars 2025 - Inglewood | 23 mars 2025 - Inglewood | 23 mars 2025 - Inglewood |
|  | États-Unis               | États-Unis               | 0                        | 0                        |                               |        | 23 mars 2025 - Inglewood | 23 mars 2025 - Inglewood | 23 mars 2025 - Inglewood | 23 mars 2025 - Inglewood |
|  | États-Unis               | États-Unis               | 0                        | 0                        |                               |        | 23 mars 2025 - Inglewood | 23 mars 2025 - Inglewood | 23 mars 2025 - Inglewood | 23 mars 2025 - Inglewood |
|  | Panama                   | Panama                   | 1                        | 1                        |                               |        | 23 mars 2025 - Inglewood | 23 mars 2025 - Inglewood | 23 mars 2025 - Inglewood | 23 mars 2025 - Inglewood |
|  | Panama                   | Panama                   | 1                        | 1                        | Panama                        | Panama | 1                        | 1                        |                          |                          |
|  | 20 mars 2025 - Inglewood |                          |                          |                          | Panama                        | Panama | 1                        | 1                        |                          |                          |
|  |                          |                          | Mexique                  | Mexique                  | 2                             | 2      |                          |                          |                          |                          |
|  | Canada                   | Canada                   | Mexique                  | Mexique                  | 2                             | 2      | 0                        | 0                        |                          |                          |
|  | Canada                   | Canada                   |                          |                          |                               |        |                          | 0                        |                          |                          |
|  | Mexique                  | Mexique                  | 2                        | 2                        |                               |        |                          |                          |                          |                          |
|  | Mexique                  | Mexique                  | 2                        | 2                        | Match pour la troisième place |        |                          |                          |                          |                          |
|  |                          |                          |                          |                          |                               |        |                          |                          |                          |                          |
|  | 23 mars 2025 - Inglewood |                          |                          |                          |                               |        |                          |                          |                          |                          |
|  | États-Unis               | États-Unis               | 1                        | 1                        |                               |        |                          |                          |                          |                          |
|  | États-Unis               | États-Unis               | 1                        | 1                        |                               |        |                          |                          |                          |                          |
|  | Canada                   | Canada                   | 2                        | 2                        |                               |        |                          |                          |                          |                          |
|  | Canada                   | Canada                   | 2                        | 2                        |                               |        |                          |                          |                          |                          |

### Demi-finales
| 20 mars 2025 | États-Unis | 0 - 1   | Panama         | SoFi Stadium, Inglewood   |                           |
| 16h00 UTC-7  |            | (0 - 0) | 90+4e Waterman | Arbitrage : Oshane Nation | Arbitrage : Oshane Nation |
| 16h00 UTC-7  | Rapport    |         |                | Arbitrage : Oshane Nation | Arbitrage : Oshane Nation |

Le Panama crée la surprise en battant les États-Unis 1-0 en demi-finale, après l'ouverture du score de Cecilio Waterman dans les arrêts de jeu.
| 20 mars 2025 | Canada  | 0 - 2   | Mexique         | SoFi Stadium, Inglewood   |                           |
| 19h30 UTC-7  |         | (0 - 1) | 1re 75e Jiménez | Arbitrage : Said Martínez | Arbitrage : Said Martínez |
| 19h30 UTC-7  | Rapport |         |                 | Arbitrage : Said Martínez | Arbitrage : Said Martínez |

Lors de la seconde demi-finale, le Canada a été battu 2-0 par le Mexique. Raul Jimenez a ouvert le score dès la première minute. En seconde période, Jimenez a doublé la mise sur coup franc à la 75ᵉ minute, scellant la victoire mexicaine.

### Match pour la troisième place
Lors du match pour la troisième place, le Canada a battu les États-Unis (2-1). Tani Oluwaseyi a ouvert le score pour le Canada, suivi d'une égalisation de Patrick Agyemang pour les États-Unis. Jonathan David a ensuite inscrit le but décisif, assurant la victoire canadienne,.
| 23 mars 2025 | Canada                    | 2 - 1   | États-Unis   | SoFi Stadium, Inglewood        |                                |
| 15h00 UTC-7  | Oluwaseyi 27e · David 59e | (1 - 1) | 35e Agyemang | Arbitrage : Katia Itzel García | Arbitrage : Katia Itzel García |
| 15h00 UTC-7  | Rapport                   |         |              | Arbitrage : Katia Itzel García | Arbitrage : Katia Itzel García |

### Finale
Le Mexique a décroché sa première Ligue des nations en battant le Panama sur le score de 2-1 en finale. Raul Jimenez a été le héros du match, marquant un doublé, dont un penalty dans le temps additionnel (90e+2).
| 23 mars 2025 | Mexique                 | 2 - 1   | Panama                    | SoFi Stadium, Inglewood                        |                                                |
| 18h30 UTC-7  | Jiménez 8e 90+2e (pen.) | (1 - 1) | 45+2e (pen.) Carrasquilla | Spectateurs : 68 212 Arbitrage : Mario Escobar | Spectateurs : 68 212 Arbitrage : Mario Escobar |
| 18h30 UTC-7  | Rapport                 |         |                           | Spectateurs : 68 212 Arbitrage : Mario Escobar | Spectateurs : 68 212 Arbitrage : Mario Escobar |

### Liste des buteurs
4 buts     
- Raúl Jiménez

1 but  
- Jonathan David
- Tani Oluwaseyi
- Adalberto Carrasquilla
- Cecilio Waterman
- Patrick Agyemang

### Récompenses individuelles
| Catégorie        | Lauréats         |
| ---------------- | ---------------- |
| Meilleur joueur  | Raúl Jiménez     |
| Meilleur gardien | Orlando Mosquera |

### Équipe-type
| Gardien | Défenseurs | Milieux | Attaquants |
| ------- | ---------- | ------- | ---------- |
|         |            |         |            |